# Calosoma
Calosoma là một chi bọ đất sống ở bắc Bán cầu. Nhiều trong số 50 loài có màu đen và kích thước lớn nhưng một vài loài có màu ánh kim sáng.

## Hình ảnh

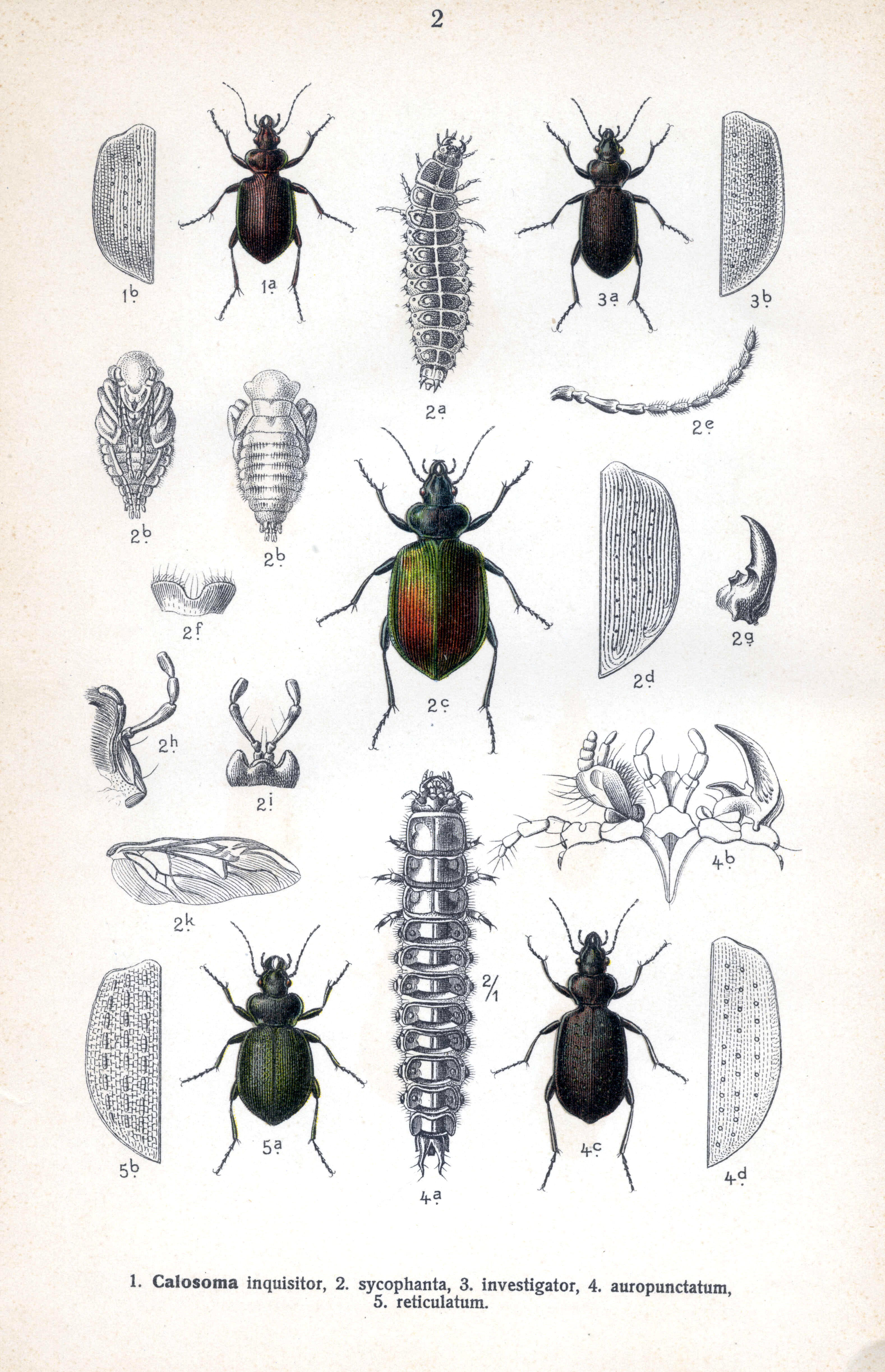
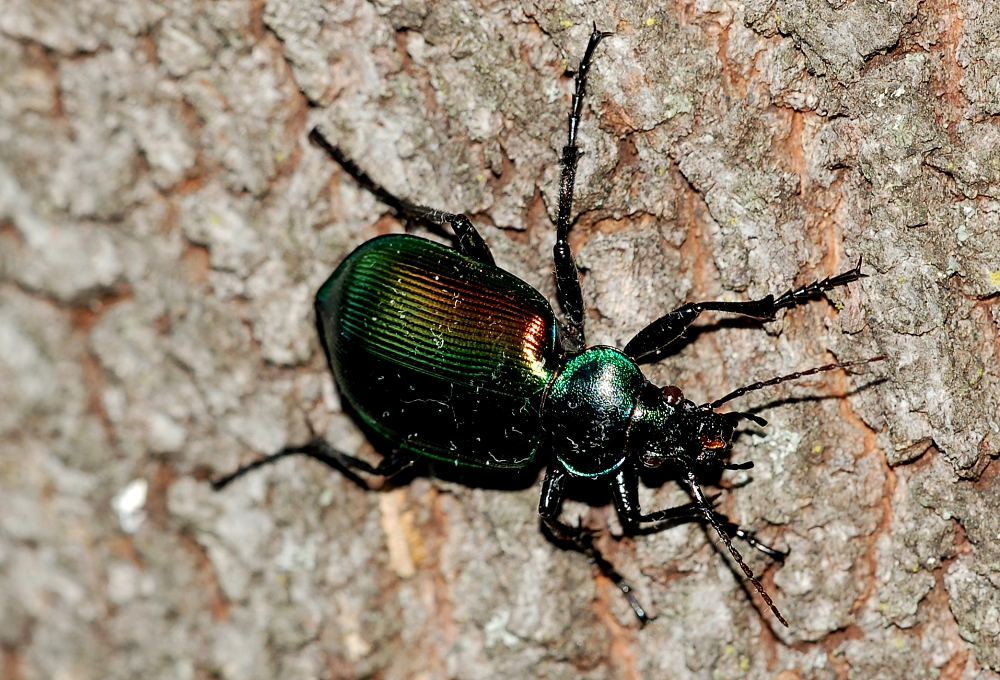
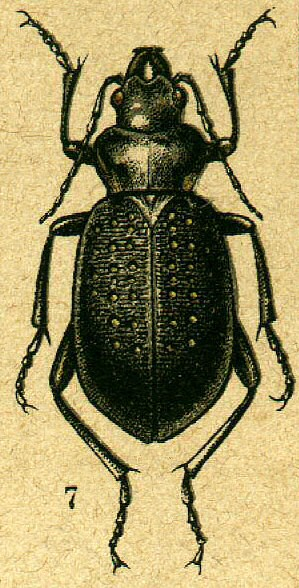
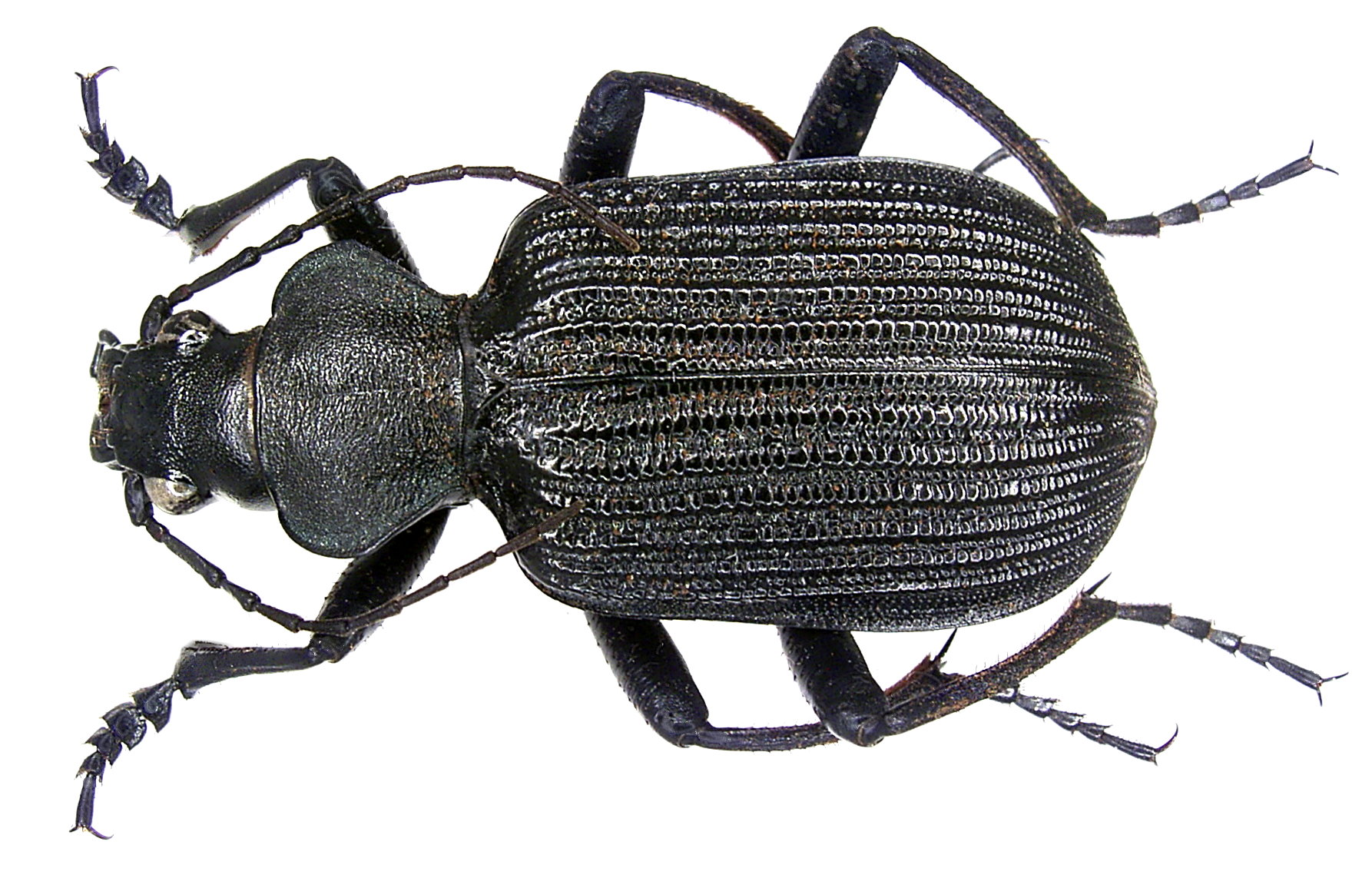

## Các loài
- Calosoma affine
- Calosoma alternans
- Calosoma angulatum
- Calosoma argentinense
- Calosoma aurocinctum
- Calosoma auropunctatum
- Calosoma breviusculum
- Calosoma calidus
- Calosoma cancellatum
- Calosoma chinense
- Calosoma chlorostictum
- Calosoma davidis
- Calosoma declive
- Calosoma denticolle
- Calosoma dietzi
- Calosoma discors
- Calosoma elegans
- Calosoma ewersmanni
- Calosoma externum
- Calosoma frigidum
- Calosoma galapageium
- Calosoma glabratum
- Calosoma granulatum
- Calosoma haydeni
- Calosoma helenae
- Calosoma himalayanum
- Calosoma imbricatum
- Calosoma inquisitor
- Calosoma investigator
- Calosoma karagaicum
- Calosoma karelini
- Calosoma kuschakewitschi
- Calosoma latipenne
- Calosoma lecontei
- Calosoma lepidum
- Calosoma lugens
- Calosoma luxatum
- Calosoma macrum
- Calosoma maderae
- Calosoma marginale
- Calosoma marginatum
- Calosoma maximoviczi
- Calosoma moniliatum
- Calosoma morrisoni
- Calosoma obsoletum
- Calosoma oceanicum
- Calosoma olivieri
- Calosoma palmeri
- Calosoma parvicollis
- Calosoma peregrinator
- Calosoma placerus
- Calosoma prominens
- Calosoma protractum
- Calosoma pseudocarabus
- Calosoma regelianum
- Calosoma relictum
- Calosoma reticulatum
- Calosoma retusum
- Calosoma rufipenne
- Calosoma rugosum
- Calosoma sayi
- Calosoma schayeri
- Calosoma scrutator
- Calosoma semilaeve
- Calosoma senegalense
- Calosoma simplex
- Calosoma splendidum
- Calosoma sponsa
- Calosoma subsstriatum
- Calosoma sycophanta
- Calosoma tepidum
- Calosoma trapezipenne
- Calosoma usgentense
- Calosoma vagans
- Calosoma wilkesi
- Calosoma willcoxi